# Приключения Салли
«Приключения Салли» (The Adventures of Sally) — роман Пэлема Гренвилла Вудхауса. Печатался в трёх номерах (с октября по декабрь) американского журнала Collier’s Weekly, затем появился в британском журнале Grand (1922). Впервые был выпущен отдельной книгой в Великобритании издательством Герберта Дженкинса 17 октября 1922 года. В США роман издал Джордж Доран (George H. Doran) 23 марта 1923 года под заголовком Mostly Sally.
На русском языке опубликован в 2003 году (в переводе Н. Будиной) издательством «Остожье» (Москва).

## Действующие лица
- Салли Николас, — главная героиня романа, миниатюрная брюнетка 21 года. Работала танцовщицей в американских данс-холлах, прежде чем получить в наследство 25 тысяч долларов.
- Филлмор Николас — её напыщенный братец, исключённый из Гарварда; убеждён, что именно он наилучшим образом сможет распорядиться деньгами сестры. По ходу дела его характер меняется к лучшему — не в последнюю очередь благодаря влиянию невесты Глэдис.
- Джинджер (Рыжик), он же Ланселот Кемп — обаятельный рыжеволосый англичанин, выпускник Кембриджа. Любит собак, бокс и регби. Влюбляется в Салли; в какой-то момент способствует её финансовому падению, но со своим собачьим питомником в конечном итоге спасает её — от перспектив стать женой унылого и ограниченного кузена Брюса.
- Джеральд Фостер — английский красавчик, обручённый с Салли. С Джинджером учился в одной школе. Драматург — поначалу талантливый, потом неудачливый. Предаёт Салли и женится на Эльзе, которая в свою очередь бросает его, прельстившись новыми перспективами.
- Брюс Кармайл — преуспевающий кузен Джинджера, полная ему противоположность, но при этом и соперник в любви. Типичный аристократ: свято верит в религию «приличий». Влюблённость в Салли пробуждает в нём кое-какие человеческие качества, но сноб в нём побеждает.
- Эльза Дональд — подружка Салли, милая, но непостоянная; талантливая актриса-красавица, которая выходит за Фостера. Благодаря Эльзе спектакль взмывает к вершинам популярности, из-за её ухода все для Фостера рушится.
- Максвелл Фоситт — престарелый английский актёр, живущий в Нью-Йорке: старый и мудрый знакомый Салли, идеально точно характеризующий всех её знакомых. Это с ним Салли отправляется в Англию после измены Фостера.
- Реджинальд Крэкнелл — миллионер, финансировавший спектакль до того момента, как его фаворитка, Хобсон, не вздумала уйти из спектакля.
- Глэдис Уинч — хара́ктерная актриса, которая убеждена, что единственный её талант — кулинарный; становится невестой Филлмора и наставляет его на путь истинный.
- Мэбел Хобсон — бездарная хористка, уговорившая Крэкнелла отдать ей главную роль.
- Мистер Банбери — продюсер спектакля «The Primrose Way».
- Багс Батлер — неприятный тип; претендует на роль чемпиона по боксу в лёгком весе. Джинджер, когда для него наступают трудные времена, оказывается спарринг-партнёром Багса — к несчастью последнего. Именно благодаря его, Джинджера, усердству, на последней тренировке Багс предстает в плачевном виде перед репортерами, из-за чего очередная финансовая авантюра Филлмора заканчивается провалом.
- Лью Лукас — чемпион по боксу в лёгком весе; для Салли — герой положительный: он здорово отделал Багса (который до этого разукрасил на той самой роковой для себя тренировке Джинджера).
- Лестер Берроуз — менеджер Багса.
- Исадора Абрахамс — владелица танцевального холла «Flower Garden», в котором работала (и куда в финале ненадолго возвращается) Салли.

## Сюжет
Салли получает в наследство 25 тысяч долларов и, игнорируя советы американских родственников и знакомых решает часть их потратить на поездку во Францию. Незадолго до отплытия она встречает своего жениха, драматурга Джеральда Фостера, у которого хорошая новость: его пьесу после долгих проволочек купил миллионер Крэкнелл. Проблема в том, что главную роль он должен теперь отдать не талантливой Эльзе Дональд, а бездарной Мэбел Хобсон. Салли предчувствует катастрофу, но проникается оптимизмом самодовольного Джеральда.
…На берегу французского курорта Салли наблюдает за двумя молодыми людьми, один из которых, рыжеволосый парень, принимая её за француженку, весьма откровенно и в самых восторженных тонах обсуждает с собеседником её внешность. Тот пытается перевести разговор на тему работы: выясняет, что первый был уволен (неким Скримжюром) и удаляется в негодовании. Салли все это несколько напоминает собственное поведение, ведь вынуждена опекать своего непутевого (но самонадеянного) брата Филлмора. Внезапно на пляже разыгрывается массовая собачья ссора (не без невольного участия Салли, пуделю выдавшей больше бисквитов, нежели терьеру), и рыжеволосый молодой человек выказывает высокое искусство мирить собак. Выполнив свою миссию, он пытается по-французски осведомиться у девушки, не пострадала ли она, та отвечает ему на чистом английском, и он, сконфузившись, убегает, невзирая на протесты Салли, которая его комплиментами вовсе не оскорблена. Вечером Салли случайно оказывается с Джинджером (таково прозвище её нового знакомого, чьё настоящее имя — Ланселот Кемп) в лифте, где по вине француза-лифтера застревает с ним, после чего даёт множество советов о том, как выйти из зависимости от многочисленных родственников. Кемп признается, что был уволен после того, как вступился за угнетавшегося Скримжюром спаниэля и встречает полное одобрение своей новой знакомой, в которую он уже страстно влюблен.
В последний день пребывания на курорте Салли находит Джинджера в казино, где тот выигрывает большие деньги. К ужасу своему узнавая об отъезде Салли, тот делает ей импульсивное предложение, но узнает, что она помолвлена. Оба спешат на вокзал, в последний момент Джинджер впихивает её в уходящий поезд — как раз в купе, где уже расположился по удивительному совпадению тот самый кузен Кармайл, которому Джинджер на пляже давал объяснения. После ужина в ресторане мнение о нём у девушки меняется к худшему, зато сам Кармайл понимает, что уже не сможет просто так расстаться со своей новой знакомой. Через несколько дней на Пикадилли он под выдуманным предлогом выпытывает у Джинджера нью-йоркский адрес Салли, заодно направляя того «на ковер» к грозному дяде Дональду. Уже по пути Джинджер получает от Салли телеграмму, направленную с борта океанского лайнера: «Помни главное: семье — смерть!»
…В Нью-Йорке мистер Фосситт (актёр-ветеран и её добрый знакомый) сообщает Салли о том, что Филлмор помолвлен, хвалит пьесу Джеральда Форстера (автора характеризует негативно), но предрекает провал из-за мисс Хобсон. Встреча с Джеральдом расстраивает девушку: тот, похоже, о ней все это время и не вспоминал. Напротив, Филлмор изменился к лучшему: все его мысли заняты Глэдис Винч, о чьих сценических способностях он отзывается с восторгом. Выясняется, что он и сам занят в постановке — в качестве помощника менеджера — будто бы по приглашению владельца постановки Крэкнелла.
Салли является на репетицию: здесь вздорная мисс Хобсон устраивает скандал, и шишки падают на помощника менеджера. Тут только Филлмор признается сестре, что растратил все имевшиеся у него деньги и вынужден в театре зарабатывать себе на жизнь. После чего просит у Салли двадцать тысяч взаймы: он убеждён, что с такими актрисами, как Эльза Дональд и Глэдис Уинч пьеса обречена на успех, если он ею займется. Салли поначалу эта просьба смешит, но вдруг она видит, как несчастлив (после ухода Крэкнелла) Джеральд и соглашается. На главную роль переходит Эльза Дональд, пьеса начинает пользоваться огромным успехом. Джеральд окончательно перестает замечать Салли, а Филлмор, возомнив себя преуспевающим менеджером, становится ещё более напыщенным и самонадеянным, чем прежде. Неожиданно Салли встречает Брюса Кармайла и понимает, что он прибыл в Америку ради встречи с ней. От него она узнает, что Джинджер «исчез», до этого разругавшись и с дядей Дональдом, и со всей семьей.
…Джинджер пропадает недолго: Салли обнаруживает его у себя под кроватью, где он — будучи на мели — прячется от домохозяйки. Джинджер спустил там же, в казино, весь свой выигрыш и отправился за океан — якобы «искать новые возможности», но на самом деле — быть поближе к Салли. От него та узнает, что Филлмор задумал некое «ревю» (деньги в постановку вложил Брюс Кармайл, её настойчивый ухажёр), а от возмущённой Глэдис Винч — что в планах новоиспечённого «менеджера» ещё один спектакль: с ней, Глэдис в главной роли!… Джинджер упоминает случайно о том, что с Джеральдом учился в школе (где тот был крайне непопулярен), а узнавая, что Салли обручена с драматургом, приходит в ужас — по многим причинам. Одна из них состоит в том, что Джеральд, как ему известно, только что женился — на актрисе Эльзе Дональд (которая, разумеется, о его помолвке с Салли не подозревает). Потрясённая Салли спасается бегством в Англию, где гостит у Кармайла в только что приобретённом им чудесном поместье. Брюс делает ей предложение, она отвергает его — и возвращается в Америку.
…И снова Нью-Йорк. Выясняется, что Джинджер уже не работает «правой рукой» Филлмора, а последний зачем-то заинтересовался боксом: отправился на матч с участием некоего Багс Батлера. Салли направляется на тренировку и в спарринг-партнёре узнает… Джинджера! Багс (во многом благодаря усилиям последнего) предстает в ужасном свете перед репортерами, матч оказывается провальным, а вскоре Салли (от жены Филлмора — сам он не решается предстать перед ней) узнает, что именно в это предприятие её брат вложил последние деньги, поскольку все его проекты один за другим рухнули. Не в последнюю очередь из-за того, что Эльза Дональд (бросившая Джеральда) перешла к другим, более щедрым промоутерам. Незадолго до этого свои последние 5 тысяч Салли одалживает Джинджеру: тот, кажется, нашёл своё место в жизни — в качестве владельца собачьего питомника.
…Салли снова там, откуда начинала свой путь: в клубе Flower Garden, где работает «наёмной» партнершей. Появляется настойчивый Брюс Кармайл: он, разумеется, и не подозревает о том, что Салли работает в клубе — и снова делает предложение. Обессиленная и разочарованная, грезящая о сельских прелестях Англии, Салли — в минуту слабости — отвечает согласием. Едва Брюс исчезает, сюда же по странному совпадению является Джинджер (он приносит щенка кому-то из посетителей): дела в его питомнике идут прекрасно! Узнавая о финансовом крахе Салли (и понимая, что взял у неё последние деньги), Джинджер — также повторно — просит её руки. Салли признается — сначала себе самой, потом Джинджеру, — что с самого начала любила только его одного, но она уже помолвлена с Брюсом!.. Тут-то и «выручает» её бывший жених (и драматург-неудачник) Джеральд Фостер, чья комната оказывается по соседству. Он является, чтобы пожаловаться Салли на судьбу, погружается в пьяную истерику, а возвращаясь к себе, устраивает там погром. Салли берётся среди ночи за уборку, а Джеральда временно перемещает в свою комнату, куда возвращается к утру. Заставая невесту с незнакомцем, который по всем признакам — опустившийся алкоголик, Брюс вспоминает все предостережения дяди Дональда и, не желая больше слушать никаких объяснений, оскорбленный в лучших чувствах, отправляется восвояси.
…Финал застаёт Салли и Джинджера счастливой супружеской парой, чье будущее явно — в собачьем бизнесе. Хэппи-эндом завершается история брата Филлмора: Глэдис (всегда считавшая себя прежде всего кухаркой, потом уже хара́ктерной актрисой) открывает ресторанчик, специализирующийся на пирожках со свининой, завершая таким образом его эпопею финансовых авантюр.